# ابن بطلان
ابوالحسن المختار ایوانیس بن الحسن بن عبدون بن سعدون بن بطلان (; ح. ۱۰۰۱ تا ۱۰۲۵ - ۸ شوال ۴۵۸ هجری قمری) که معمولاً به نام ابن بطلان شناخته می‌شود، یک پزشک عرب و متکلم مسیحی بود. او در بغداد پایتخت سابق خلافت عباسی به دنیا آمد و به سراسر بین‌النهرین، سوریه، مصر و آناتولی سفر کرد. او در این مدت به طبابت پرداخت، مطالعه کرد، کتبی تألیف کرد و در بحث‌های فکری شرکت کرد که معروف‌ترین آن بحث‌ها نبرد پزشکان با همه‌چیزدان مصری ابن رضوان بود. او در سال ۱۰۵۴ در قسطنطنیه، پایتخت امپراتوری بیزانس حضور داشت؛ که یعنی از نزدیک شاهد جدایی شرق و غرب در میان مسیحیت بود و به همین دلیل در بحثی با میخائیل سرولاریوس، پدرسالار قسطنطنیه، اثرات آن را شرح داد. ابن بطلان پس از اقامت در قسطنطنیه، در امپراتوری بیزانس باقی ماند و سرانجام در اواخر رنسانس مقدونی، پاتریارک‌نشین ارتدکس یونانی انطاکیه شد.
او بیشتر به خاطر اثرش تقویم الصحه، کتاب راهنمای رژیم غذایی و بهداشت شهرت دارد. این کتاب به دلیل جداول پیچیده‌اش که همچون جدول‌های موجود در یک تقویم سالانه (به عربی: تقویم السنه) به این اسم نامگذاری شده است. او اولین کسی بود که از جداول این چنینی در یک اثر غیر نجومی استفاده کرد و یک قالب علمی جدید ایجاد کرد. طوری که می‌توان آثاری مانند تقویم الأبدان فی تدبیر الإنسان از پزشک عرب ابن جزله و نیز تقویم البلدان از مورخ کُرد ابوالفدا را تاثیرپذیرفته از تقویم الصحه دانست. ترجمه‌های تقویم الصحه به لاتین در نسخه‌های خطی بسیاری از عصر جدید اولیه حفظ شده است و تصور می‌شود که رابطه بین رشته پزشکی قرون وسطی اروپا و جهان عرب را نشان می‌دهد. علیرغم افزایش تماس اروپایی‌ها با مصر و سوریه از طریق جنگ‌های صلیبی و تجارت در قرن شانزدهم، هیچ ترجمه لاتینی از متون پزشکی عربی پس از عصر ابن بطلان وجود ندارد.